# Rackengruppen
Rackengruppen, eller Rackstadgruppen eller Rackstadkolonin, konstnärsgrupp med anknytning till sjön Racken norr om Arvika i Värmland.
En av de tongivande konstnärerna var Gustaf Fjæstad som 1898 hade lockats till Arvika av skulptören Christian Eriksson. Gustaf Fjæstad och hans fästmö Maja Hallén sökte bostad. I Stockholm träffade de Christian Eriksson. Han och hans franska hustru Jeanne Tramcourt hade just flyttat från Arvika och sin bostad Oppstuhage, som det nygifta paret Fjæstad då började hyra. År 1901 byggde de ett eget hus, Kampudden, vid sjön Rackens södra sida. Sedan mötte Fjæstad konstnären Björn Ahlgrensson med hustru Elsa som flyttade till Racken. Därefter lockades Elsas bror, konstnären Fritz Lindström med fru och barn dit. Gustaf Fjæstads systrar, Amelie och Anna, bägge väverskor, flyttade dit och satte upp egen vävateljé. Den textilutbildade Maja Fjæstad startade vävkurser. Vissa av Gustafs Fjæstads naturmotiv omvandlades till gobelänger.
Flera konsthantverkare drogs till området. Christian Erikssons bröder, möbeltillverkarna Ola, Elis och Karl fanns där. Tillbaka till födelsebygden Racken flyttade keramikern Hilma Persson-Hjelm, som tidigare arbetat på Rörstrand under Alf Wallanders ledning.
1993 invigdes Rackstadmuseet i Arvika med verk av konstnärerna från gruppen.

## Konsthantverkarna
- Christian Eriksson, 1858-1935, skulptur, konsthantverk
- Gustaf Fjæstad, 1868-1948, måleri, grafik
- Maja Fjæstad, 1873-1961, textil, träsnitt
- Björn Ahlgrensson, 1872-1918, måleri
- Fritz Lindström, 1874-1962, måleri
- Bror Lindh, 1877-1941, måleri
- Alfred Ekstam, 1878-1935, måleri
- Ture Ander, 1881-1958, måleri
- Lars Zetterquist, 1860-1946, violinist, professor vid Kungliga Musikaliska Akademien, senare lärare vid Folkliga musikskolan, Ingesund
- Bröderna Erikssons Möbelverkstad (Christian Erikssons bröder i Taserud)
  - Ola Eriksson, bildhuggare
  - Elis Eriksson (Elis i Taserud), möbelsnickare
  - Karl Eriksson (Mäster-Karl), möbelsnickare
- Petter Andersson (Petter på Myra), 1857-1936, konstsmed
  - Sonen Ragnar Myrsmeden, konstsmed
  - Sonen Göran Göran, konstsmed
- Karl Magnusson (Karl i Hascheldråga), konstsmed
- Riborg Böving-Albråten, 1880-1954, keramiker
- Hilma Persson-Hjelm, 1877-1953, keramiker
- Samuel Johansson (Samuel på Stortorpet), keramiker